# برادلي باركر (لاعب كريكت)
برادلي باركر (23 يونيو 1970 - ) (بالإنجليزية: Bradley Parker)‏ هو لاعب كريكت بريطاني.